# Kate Millett
Kate Murray Millett (Saint Paul, 14 september 1934 – Parijs, 6 september 2017) was een Amerikaans kunstenaar, schrijfster en radicaal feministe. Ze is vooral bekend geworden om haar boek Sexual Politics uit 1970, dat oorspronkelijk haar proefschrift was.

## Biografie
Katherine Millett werd op 14 september 1934 geboren in Saint-Paul, de hoofdstad van de Amerikaanse staat Minnesota. In 1956 behaalde Millett haar Bachelor of Arts aan de Universiteit van Minnesota, waar ze ook lid was van de sororiteit (studentenvereniging waarbij de leden over het algemeen samen in een groot studentenhuis wonen) Kappa Alpha Theta. In 1958 studeerde ze cum laude (met lof) af aan het St Hilda's College van de Universiteit van Oxford. In 1961 verhuisde ze naar Japan. Twee jaar later keerde ze terug naar de Verenigde Staten samen met de beeldhouwer Fumio Yoshimura, met wie ze in 1965 een huwelijk aanging, dat duurde tot 1985. Aan het eind van de jaren zestig en in de jaren zeventig was ze actief in de feministische politiek. In 1966 werd ze bestuurslid van de National Organization for Women, dat in dat jaar was opgericht door Betty Friedan en anderen.
In het in 1970 verschenen Sexual Politics leverde Millett uitgebreide kritiek op het patriarchaat dat de westerse samenleving en literatuur kenmerkt, in het bijzonder het seksisme en heteroseksisme van de moderne romanciers D.H. Lawrence, Henry Miller en Norman Mailer. Sexual Politics wordt beschouwd als een baanbrekend werk dat de gedachten van de Tweede feministische golf verwoordde. Hoewel Kate Millett buiten de academische wereld redelijk onbekend was werden er in de eerste veertien dagen 10.000 exemplaren van het boek verkocht. Sexual Politics wordt beschouwd als het eerste handboek van feministische literatuurkritiek. Een Nederlandse uitgave onder de titel Sekse en Macht verscheen in 1975.
Na het succes van Sexual Politics groeide Millett in korte tijd uit tot een woordvoerder van de feministische beweging. Als activiste was ze niet enkel actief in de vrouwenbeweging, ze was ook actief in de Amerikaanse burgerrechtenbeweging en de vredesbeweging. Ze sprak zich ook uit in campagnes tegen martelpraktijken en voor de hervorming van het gevangeniswezen in de VS.
Kate Millett streed voor de legalisatie van abortus, totale seksuele vrijheid, erkenning van homoseksualiteit en voor antipsychiatrie. Na een ontmoeting met sekswerkers tijdens een conferentie over prostitutie schreef Millett in 1973 het boek Prostitution Papers (vertaald als Feiten over prostitutie). Hierin liet Millett de stem van prostituees horen en riep ze op tot solidariteit met prostituees. In haar boek Flying uit 1974 vertelt Millett over haar huwelijk met Yoshumira en haar ervaringen als biseksuele vrouw. Sita (1977) gaat over Milletts tot mislukken gedoemde liefdesrelatie met een vrouwelijke collegebestuurder die tien jaar ouder was dan zijzelf. Met de Canadese fotografe en haar latere echtgenote Sophie Keir reisde ze in 1979 naar Iran om daar, kort na de revolutie, te betogen tegen de ayatollahs en voor vrouwenrechten. Uiteindelijk werd ze naar Parijs gedeporteerd. Hierover schrijft Millett in Going to Iran (1979). Kate Millett werd in haar volwassen leven een aantal keren door haar familie gedwongen opgenomen in een psychiatrisch ziekenhuis wegens een bipolaire stoornis, een diagnose die ze zelf verwierp. The Loony-Bin Trip (1990) gaat over haar diagnose van bipolaire stoornis, haar ervaringen met het psychiatrische ziekenhuis en haar beslissing om niet door te gaan met een lithiumtherapie.
In 1971 kocht Millett nabij Poughkeepsie een boerderij en land en begon met een project dat uiteindelijk tot de Women's Art Colony/Tree Farm leidde, een gemeenschap van vrouwelijke artiesten. Zelf zag Kate Millett zich als een beeldend kunstenaar die ook schreef. Haar werk is onder meer te zien in het Museum of Modern Art (MoMa) in New York, Minami Gallery in Tokio en het Women's Center in Los Angeles.
Aan het eind van de jaren negentig en rond 2000 raakte Millett in conflict met het bestuur van New York, dat haar in het kader van een grootschalig ruimtelijke ordeningsplan uit haar woning wilde zetten. Uiteindelijk verloor ze de strijd en moest haar woning verlaten, die werd afgebroken.

## Privéleven
Van 1965 tot 1985 was Millett getrouwd met beeldhouwer Fumio Yoshimura. Na dat huwelijk was ze - tot haar dood in 2017 - getrouwd met fotojournalist Sophie Keir. 

## Filmografie
- Three Lives (documentaire, 1971)
- Mouvement de Libération des Femmes Iraniennes, Année Zéro (korte film, 1979)
- Not a Love Story: A Film About Pornography (documentaire, 1981)
- Bookmark (televisieserie, 1989)
- After Dark (televisieserie, 1991)
- Madness (televisieserie, 1991)
- Playboy: The Story of X (videodocumentaire, 1998)
- The Real Yoko Ono (televisie, 2001)
- Des fleurs pour Simone de Beauvoir (korte documentaire, 2007)